# Диканский, Моисей Григорьевич
Моисей Гершович Диканский (также Моисей Григорьевич, Моисей Германович и Михаил Григорьевич, фр. Michel Dikansky; 1869, Харьков, Российская Империя — 2 июня 1938, Париж, Франция) — российский архитектор, гражданский инженер, литератор, один из первых теоретиков градостроительства в России.

## Биография
Родился в Харькове в многодетной семье фабриканта лаков и красок, а также домовладельца, купца 1-й гильдии Герша Иосифовича Диканского (1845 — 18 февраля 1911) и Эстер Лейбовны Диканской (1856—?). В записях о рождении в Харькове младших детей (1886, 1888, 1890) отец указывается севастопольским купцом первой гильдии. В связи с тем, что инициалы «М. Г.» были у двух мужчин семейства Диканских (ни в одной его работе их расшифровки не было), нередко его ошибочно называют Матвеем, по имени брата Мордхая (Мордуха, Мордко) Гершовича, выпускника Харьковского университета, который был младше на 21 год, перед революцией стал юристом и также оставил свой, намного более поздний, след в совсем другой науке. Семья жила в особняке Диканских по улице Старо-Московской, № 87.
О полученном образовании документальных данных нет, однако, обучение на гражданского инженера он, судя по всему, прошёл и, скорее всего, в Германии. Об этом говорит безошибочное изложение материала в его работах, а также документы, где он подписывался как инженер. Вероятно, эта подготовка позволила ему с успехом основать свою строительную компанию и в 1903 году стать купцом 1-й гильдии. Перечень зданий компании Диканского до революции:
Здания, которая построила или которыми владела строительная компания М.Г. Диканского в Харькове:
- Типография Зильберберга на ул Донец-Захаржевского, 6/8 (1908)
- Доходный дом. Пер. Короленко, 19 (1902)
- Доходный дом Немировского. Пер. Театральный, 5 (1904 – 1905)
- Доходный дом Диканского. Ул. Чернышевского , 80 (1905)
- Контора и жилой дом Зильберберга. Ул. Донец-Захаржевского, 2 (1905)
- Контора и жилой дом Диканского . Ул. Сумская, 96 – 98 (1905 – 1907)
- Доходный дом Медвенского. Ул. Ярослава Мудрого, 14 (1908)
- Особняк Нуджиевской. Ул. Мироносицкая, 86. (1911 - 1913)
- Гостиница «Палас». Ул. Коцарская, 9 (1913 – 1914)
- Доходный дом Диканской. Пер. Короленко. 10 (ок. 1912)
- Доходный дом Шкаффа. Ул. Сумская, 88 (1914)[12]

Это ввело в заблуждение ряд исследователей и без каких-либо документальных подтверждений (вероятно, на основании его работ по градостроительству) авторство всех этих зданий было приписано ему. В настоящее время для некоторых зданий из этого списка в архивах уже найдены их истинные авторы. Однако, это нисколько не умаляет его вклада в развитие отечественного градостроительства.

## Вклад в градостроительство в России
23 января 1907 года на заседании Императорского Санкт-Петербургского Общества архитекторов Диканский сделал доклад "Борьба с жилищной нуждой". Хотя этот доклад во многом (прежде всего, своей структурой) был обязан фундаментальным работам видного русского экономиста Владимира Владимировича Святловского "Квартирный вопрос" (1898) и "Жилищный вопрос с экономической точки зрения" (1902), рассмотрения жилищной проблемы с точки зрения градостроительства в России до этого не происходило, потому доклад был в том же году под названием "Жилищная нужда" в расширенном виде опубликован в журнале "Зодчий" Императорского Санкт-Петербургского Общества архитекторов. В дальнейшем, начиная с этой первой статьи, социальные аспекты градостроительства, явно или неявно, присутствовали практически во всех работах Диканского и большая их часть была посвящена поискам путей решения "жилищного вопроса" градостроительными методами. Основной работой до революции считается "Постройка городов, их план и красота" (1915). После революции наиболее значимой является "Движение в больших городах. Кризис жилища" (1926), где он впервые попытался связать размеры города с продолжительностью поездки по нему не более 30 минут. "В те 30 минут, которые мы считаем нормальной продолжительностью поездки,- писал он, - мы можем сделать в среднем пешком 2 километра, в трамвае - 6 км, на городской железной дороге или метро - 12 км, а вне городской черты - до 19 км". 

## Эмиграция и жизнь во Франции
В 1919 эмигрировал во Францию (судя по опубликованным в России работам, дата окончательной эмиграции — примерно 1926 год). Печатался во французской прессе. Опубликовал в Париже книги «Мысли о застройке Палестины», «Живая французская речь» (1938), «La Ville Moderne» (1927). Член правления Харьковского землячества в Париже. Похоронен в Париже, на кладбище Банье. Единственной работой по градостроительству, опубликованной во Франции, явилась книга на французском языке (с предисловием выдающегося деятеля французского кооперативного движения Шарля Жида) "La ville moderne: la circulation, l'habitation, le travail" (1927), где половину объёма составляло содержание «Движения в больших городах», а затем "несколько неожиданно следовали главы о жилищном кризисе, открытых пространствах, ежедневных поездках на работу, жилище наших дней и росте стоимости земли". Таким образом, в книге нашли отражение главные для него вопросы, которые исследовались на протяжении всего времени его занятий градостроительной теорией.

## Семья
Жена — Гита Носоновна Диканская (в девичестве Гинзбург, 1867—?), дочь мещанина местечка Дубровно Могилёвской губернии; брак был заключён в Симферополе 17 марта 1892 года, жених к тому времени был севастопольским купеческим сыном, но в ноябре того же года прошение его отца о возвращении в харьковское купечество было удовлетворено. Сыновья — Анатолий (1 октября 1900, Харьков — ?); Лев (31 марта 1901, Харьков — ?).
Отец, купец первой гильдии Герш Иосифович Диканский владел в Харькове фабрикой по производству масляных лаков на Аравийской площади, а с 1896 года — фабрикой спиртовых лаков и политур на улице Нетеченской, и к концу жизни числился уже купцом второй гильдии.

## Основные работы
- Диканский, М.Г. Жилищная нужда и строительныя товарищества / М. Г. Диканский. - Харьков : Изд. ком. Харьковского о-ва грамотности, 1908. - 78 с.
- Диканский, М.Г. Квартирный вопрос и социальные опыты его решения / Моисей Григорьевич Диканский. - 2-е изд. - Москва: тип. А.П. Поплавского, 1912. - VII, 251 с.
- Диканский, М.Г. Постройка городов, их план и красота / М. Г. Диканский. - Петроград : Н.П. Карбасников, 1915, 306 с.
- Диканский, М.Г. О русских курортах: По поводу первого съезда по улучшению отеч. лечеб. местностей / М. Г. Диканский. - Петроград : тип. т-ва газ. "Утро", 1915 (Харьков). - 80 с.
- Диканский, М.Г. Русское строительное законодательство : Систематич. изложение строительных законов и обязательных постановлений с сенатск. решениями и коммент.: Практич. руководство для архитекторов, юристов и городских деятелей: Пособие для изучения строительного законоведения / М.Г. Диканский. - Петроград : т-во Н. П. Карбасникова, 1918. - XXIV, 294 с.
- Диканский, М.Г. Как рабочему добыть здоровое жилище / М. Г. Диканский. - Харьков : Социалист, 1918. - 32 с.
- Диканский, М.Г. Жилищный вопрос : в тексте рис. кооп. домов и рабочих жилищ / М.Г. Диканский. - 3-е изд., перераб. и значит. доп. - Харьков : ПОЮР [Т-во потреб. о-в Юга России], 1919. - 258 с.
- Диканский, М.Г. Борьба за рабочее жилище / М. Диканский ; Центр. упр. печати ВСНХ СССР. - Москва : [б. и.], 1925 (Мосполиграф 10-я тип. "Заря коммунизма"). - 93 с.
- Любинский Е.Л., Диканский М.Г. История потребительской кооперации в Западной Европе. – М., Центросоюз, 1925.
- Диканский, М.Г. Проблемы современных городов: Движение в больших городах. Кризис жилища / М.Г. Диканский ; С предисл. В.Я. Белоусова. - Москва: Вопросы труда, 1926. - 91, [2] с.
- Диканский, Моисей. Мысли о застройке Палестины [Текст] / Моисей Диканский. - Paris : Rodstein, [192-]. - 31 с.
- Michel Dikansky (Préface de Charles Gide) "La ville moderne: la circulation, l'habitation, le travail". Paris: Aux éditions de "La Bonne Idée, 1927, 149 p.
- Диканский, Михаил Григорьевич (?—1938). Живая французская речь [Текст] = Le Francais parle / М. Г. Диканский (Michel Dikansky); Предисл. А. Мазона. - Paris: Ed. Universitaires, 1938. - 176 с.